# Son Marranet
Son Marranet és una possessió del terme de Llucmajor, Mallorca, situada a la zona del llevant del municipi.
Son Marranet està situada entre les possessions de Son Marrano, Son Ballester, Cortada i ses Sitjoles (aquesta ja en el terme de Campos). El segle xvii fou adquirida per la família Mut. Té cases i molí de sang. Es dedicava al conreu de cereals i a la ramaderia ovina.